# Émile Gravelle
Pour les articles homonymes, voir Gravelle.
Émile Gravelle, né le 21 novembre 1855 à Douai et mort le 7 juin 1920 à Paris, est un dessinateur, peintre, journaliste et militant anarchiste individualiste français. Il est, dans les années 1890, l’un des fondateurs du courant libertaire naturianiste.
Le 16 avril 1895, il crée le « mouvement de l'état naturel », amorce du mouvement « naturien » et précurseur de la décroissance.

## Biographie

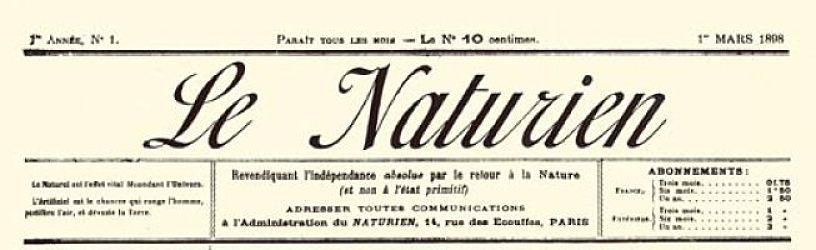
Le Naturien, en-tête du premier numéro du 1er mars 1898.

Émile Gabriel Joseph Gravelle naît à Douai le 21 novembre 1855. Son père Henri Pierre Gabriel, né en 1811, est officier d'administration de l'intendance militaire ; sa mère, née Adèle Amélie Delambre, a 21 ans et elle est sans profession. De 1894 à 1898, il publie le journal L'État Naturel et collabore, à partir de 1895, avec Henri Zisly et Henri Beylie à la revue La Nouvelle humanité qui sera suivie par Le Naturien (1898), Le Sauvage (1898-1899), L'Ordre Naturel (1905) et La Vie Naturelle (1907-1914) et (1920-1927).
Ces revues et journaux qu'Émile Gravelle dirige ou auxquels il donne des articles et des illustrations, sont l'expression du mouvement libertaire naturien, qui prône le retour à une vie naturelle et indépendante. Le mouvement naturien peut se revendiquer comme précurseur du naturisme, du végétalisme, du végétarisme et d'une certaine façon du mouvement écologique.
Selon Henri Zisly, qui y collabora, « le mouvement sauvagiste (terme un peu prétentieux pour indiquer quelques réunions à Paris et en province), est, comme on le pense bien, l’extrême gauche du naturianisme libertaire. C’est la revendication de vivre de la nature telle qu’elle est » (Le Semeur, no 63, 3 mars 1926).
De 1895 à 1907, Gravelle publie également des dessins dans la presse anarchiste (La Sociale d'Émile Pouget), réalise de nombreuses charges antisémites (La Libre parole illustrée, L'Antijuif, L'Antijuif français illustré), ainsi que dès 1899 des caricatures pour Le Grelot, qui s'est alors droitisé. 
En 1906, il fait une courte apparition aux Causeries populaires de Albert Libertad, mais cesse rapidement tout militantisme tout en continuant de collaborer à la presse libertaire.
Durant la Première Guerre mondiale, il collabore au journal de E. Armand, Pendant la mêlée.
Il a également collaboré à La Revue blanche (1898-1905).

## Œuvres
- La République argentine dénoncée, Impr. H. Noirot, 1890, (ASIN B001C8EBRM).
- Aux artistes "naturiens", Toulon, Impr. Th. Combe, 1908[12].